# Asparagus pallasii
Asparagus pallasii là một loài thực vật có hoa trong họ Măng tây. Loài này được Miscz. mô tả khoa học đầu tiên năm 1916.